# خطورة فورية على الحياة أو الصحة

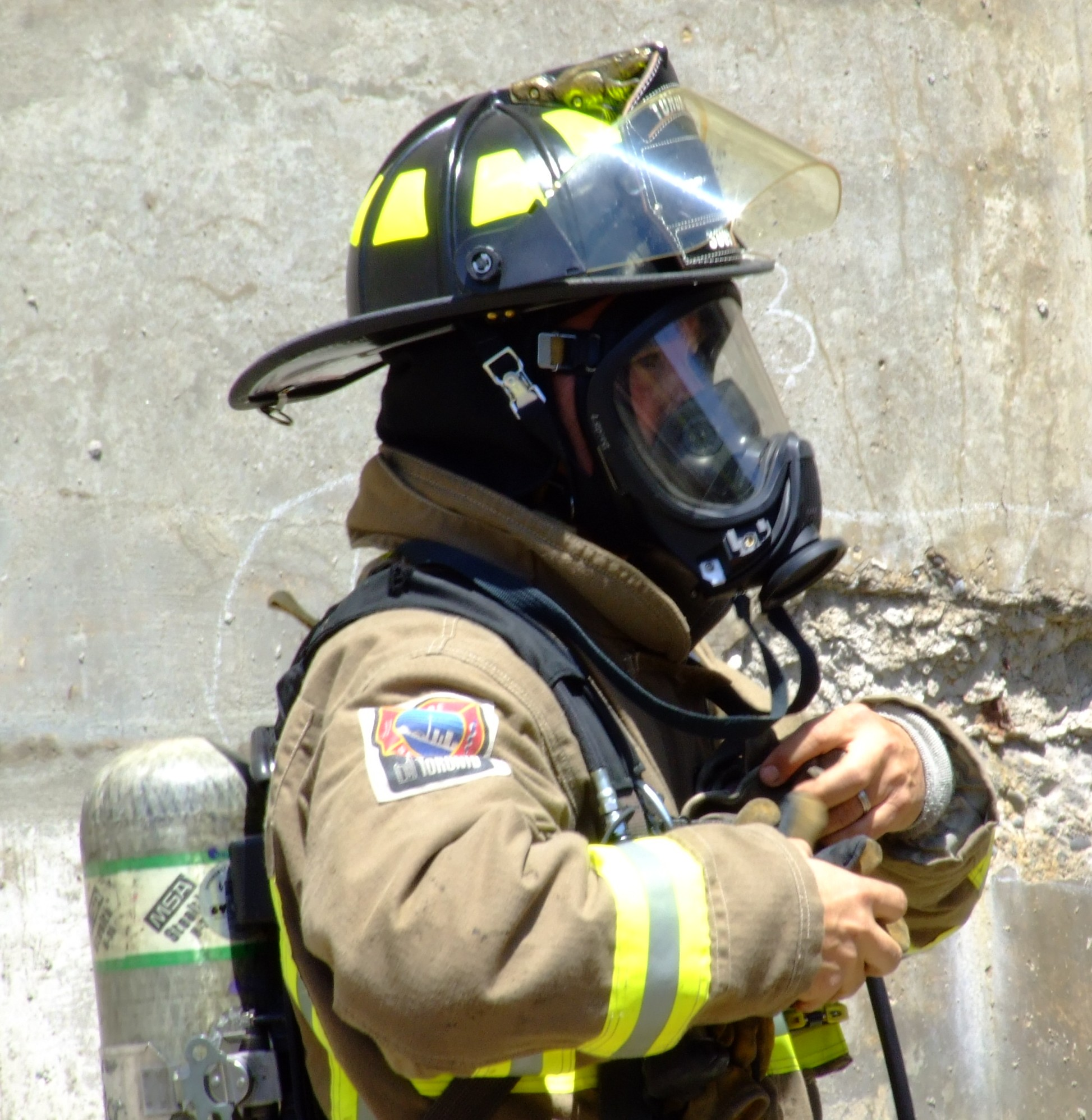
معدات وقاية شخصية تشمل جهاز تنفس شخصي مضغوط من أجل الاستخدام في حالات الخطورة فورية على الحياة أو الصحة.

خطورة فورية على الحياة أو الصحة (اختصاراً IDLH من immediately dangerous to life or health) هو مصطلح معرف من المعهد الوطني للسلامة والصحة المهنية (NIOSH) على أنه التعرّض لملوثات وشوائب محمولة في الهواء والتي في الغالب أنها ستؤدي إلى الوفاة أو التعرض إلى أذى فوري أو لاحق، أو أنها ستمنع الفرار من بيئات كهذه. توجد جداول بقيم IDLH من NIOSH.
من الأمثلة على الحالات المتضمنة للخطورة فورية على الحياة أو الصحة التعرض للدخان والغازات السامة بتراكيز مرتفعة. يمكن معرفة مستوى التعرض الخطر والقاتل من بيانات الجرعة المميتة الوسطية LD50 أو LC50.
تعرّف إدارة السلامة والصحة المهنية (OSHA) المصطلح أنه الجو الذي يعرّض الحياة للخطر بتهديد مباشر، أو الذي يمكن أن يسبب آثاراً صحية سلبية غير قابلة للشفاء، أو الذي يعيق قدرة الفرد على الفرار من خطورة الجو.
تفيد قيم IDLH في معرفة الاختيار الملائم لمعدات الوقاية الشخصية اللازم توفيرها للمختصين في حالات معينة، مثل رجال الإطفاء.

## اقرأ ايضاً
- المعهد الوطني للسلامة والصحة المهنية في الولايات المتحدة
- إدارة السلامة والصحة المهنية في الولايات المتحدة